# Histoire de la fusion nucléaire
L'histoire de la fusion nucléaire a commencé au début du XXe siècle, lorsque l'on s'est intéressé à la façon dont les étoiles produisent leur énergie. Elle s'est ensuite étendue à une vaste recherche sur la nature de la matière et de l'énergie, alors que les applications potentielles s'élargissaient au domaine militaire, à la production d'énergie et à la propulsion des fusées.

## Toutes premières recherches

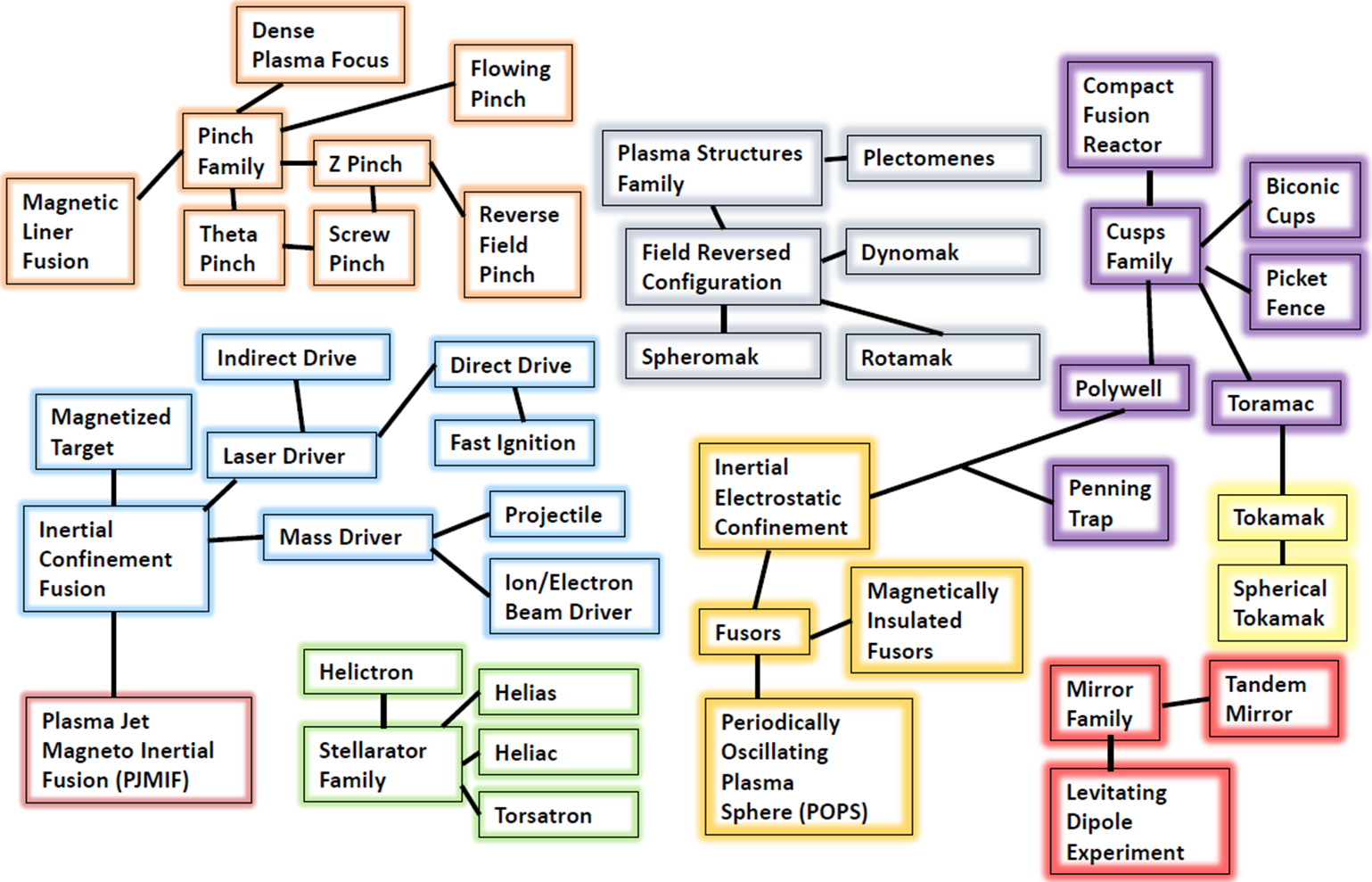
De nombreux auteurs ont proposé des moyens d'organiser toutes les approches de la fusion qui ont été testées. L'organigramme ci-dessus regroupe les approches en plusieurs familles codées par des couleurs : la famille Pinch (« pincement », en orange), la famille Mirror (« miroir », en rouge), les systèmes de type Cusp (« cuspide » en violet), les Tokamaks (en jaune), les Stellarators (en vert), les structures plasma (en gris), les systèmes à confinement inertiel électrostatique (en anglais : Inertial Electrostatic Confinement, ou IEC, en jaune foncé), la fusion par confinement inertiel (en anglais : Inertial Confinement Fusion, ou ICF, en bleu), la fusion magnéto-inertielle par jet de plasma (en anglais : Plasma Jet Magneto Inertial Fusion, ou PJMIF, en rose foncé).

En 1920, le physicien britannique Francis William Aston découvrait que la masse totale de quatre atomes d'hydrogène était plus élevée que la masse d'un atome d'hélium 4, ce qui impliquait que de l'énergie serait libérée si l'on combinait des atomes d'hydrogène pour former de l'hélium. Cette idée fournissait les premiers indices sur le mécanisme par lequel les étoiles génèrent leur énergie. Tout au long des années 1920, Arthur Stanley Eddington devenait l'un des principaux partisans pour expliquer le fonctionnement du Soleil principalement à l'aide de la réaction en chaîne proton-proton (réaction PP),. En 1929, Friedrich Hund découvrait l'effet tunnel, et peu de temps après, Robert Atkinson et Fritz Houtermans comparaient les masses d'éléments légers pour montrer qu'une grande quantité d'énergie pouvait être libérée en fusionnant des petits noyaux.
Henry Norris Russell avait observé que la relation dans le diagramme de Hertzsprung-Russell suggérait que la chaleur d'une étoile devait provenir d'un noyau chaud plutôt que de l'étoile dans son ensemble. Eddington s'est servi de cette hypothèse pour calculer que le noyau devait avoir une température d'environ 40 millions de °C. Cette valeur avait alors fait l'objet d'un débat car elle était beaucoup plus élevée que les observations astronomiques, ces dernières suggérant plutôt entre 13 et 20 millions de °C. En 1928, George Gamow introduisait la base mathématique de l'effet tunnel et en 1929, Atkinson et Houtermans fournissaient les premières estimations du taux de fusion stellaire et montraient que la fusion pouvait se produire à des énergies plus faibles que ce que l'on croyait auparavant, ce qui confirmait les calculs qu'avait fait Eddington.
C'est au Laboratoire Cavendish, dirigé par Ernest Rutherford, à l'Université de Cambridge, que des expériences nucléaires ont utilisé pour la première fois un accélérateur de particules, construit par John Cockcroft et Ernest Walton. En 1932, Walton produisait la première fission artificielle en utilisant les protons issus de l'accélérateur pour diviser du lithium en particules alpha. L'accélérateur a ensuite été utilisé pour bombarder des deutérons sur diverses cibles. En collaboration avec Rutherford et d'autres, Mark Oliphant découvrait les noyaux d'hélium 3 (les hélions) et de tritium (les tritons), ce qui fut le premier cas de fusion provoqué par l'homme:52–55,,,,.
Des neutrons provenant de réaction de fusion ont été détectés pour la première fois en 1933. L'expérience utilisait des protons accélérés vers une cible à des énergies allant jusqu'à 600 000 eV:48–50.
En 1939, une théorie vérifiée par Hans Bethe montrait que la désintégration bêta et l'effet tunnel au sein du noyau du Soleil pouvaient convertir un proton en un neutron et ainsi produire un noyau de deutérium plutôt qu'un diproton (noyau de l'hélium 2). Le deutérium pourrait alors fusionner au cours d'autres réactions pour augmenter encore plus la production d'énergie. Pour ce travail, Bethe remporta le prix Nobel de physique en 1967,,.
En 1938, Peter Thonemann élaborait un plan détaillé pour un dispositif de pincement, mais on lui avait dit de poursuivre d'autres travaux dans le cadre de sa thèse doctorale:3.
Le premier brevet relatif à un réacteur nucléaire à fusion a été déposé en 1946 par l'Autorité britannique de l'énergie atomique (en anglais : United Kingdom Atomic Energy Authority, ou UKAEA). Les inventeurs étaient Sir George Paget Thomson et  Moses Blackman. Il s'agissait du premier examen détaillé du concept de pincement axiale (Z-pinch). À partir de 1947, deux équipes britanniques ont mené des expériences basées sur ce concept.

## Années 1950

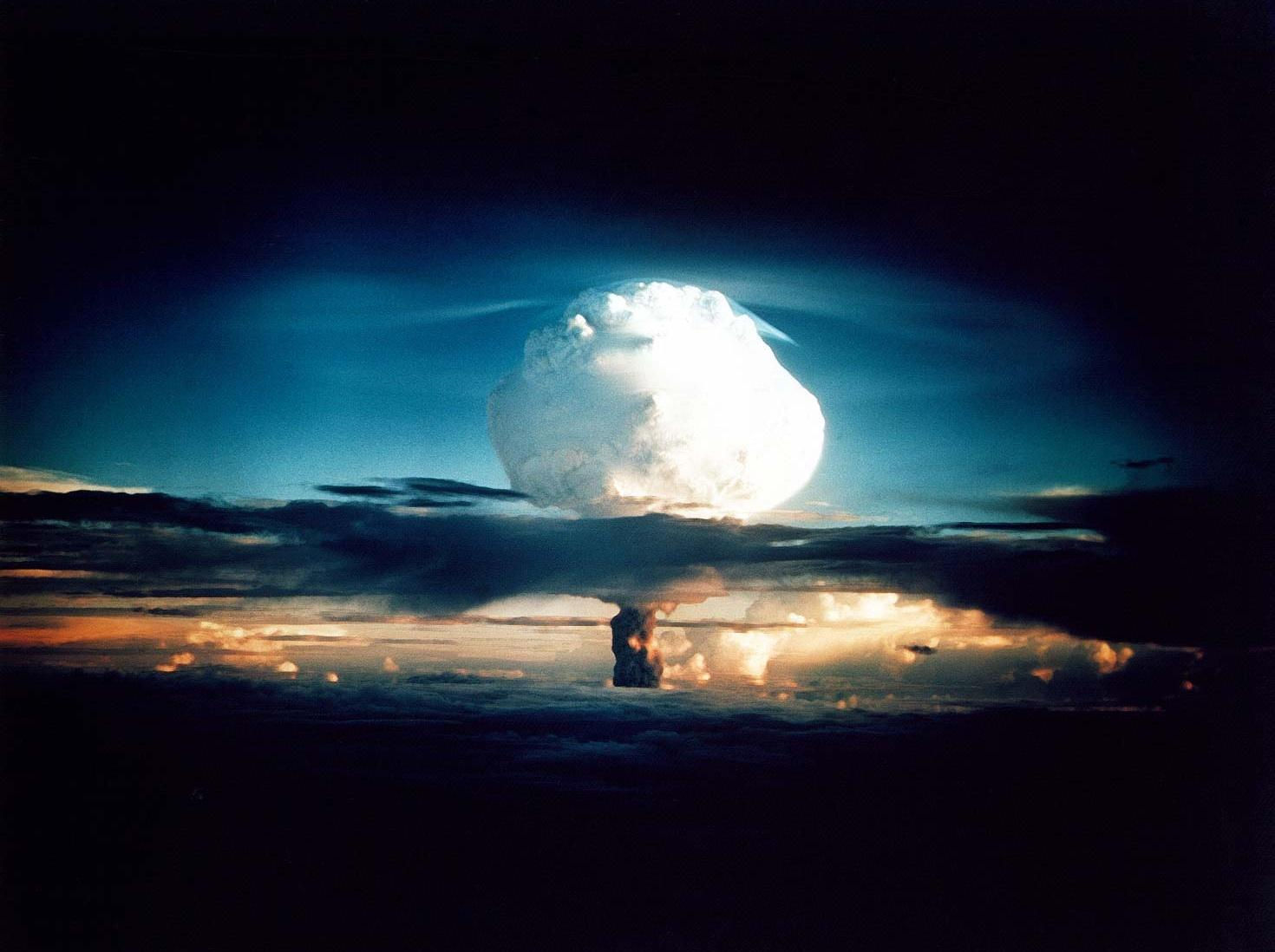
Le premier dispositif de fusion nucléaire fabriqué par l'homme qui est parvenu à produire une détonation fut le test Ivy Mike.

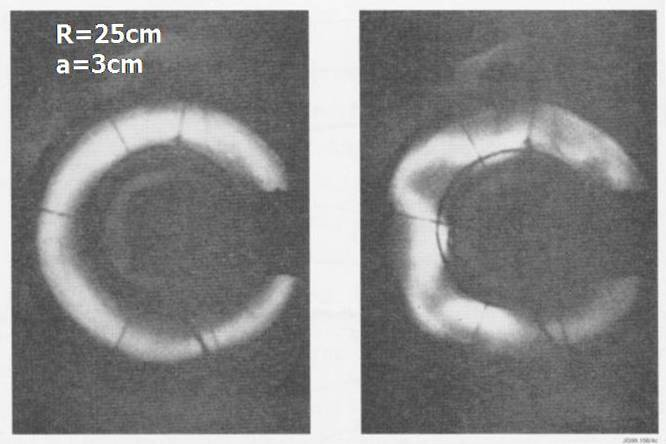
Première photo d'un plasma à l'intérieur d'une machine à pincement (Imperial College 1950/1951).

Le premier dispositif de fusion artificiel qui a fonctionné était la bombe à fission dopée testée en 1951 dans le cadre de l'essai Greenhouse Item. La première véritable arme nucléaire à fusion était Ivy Mike en 1952, mais sa masse (60 tonnes) ne permettait pas d'en faire une arme pratique. En 1954, Castle Bravo devenait le premier exemple pratique. Dans tous ces dispositifs, le principe est que l'énergie libérée par une explosion de fission comprime et chauffe le combustible, déclenchant la réaction de fusion. La fusion libère des neutrons, qui vont ensuite frapper le combustible de fission environnant, provoquant la division des atomes beaucoup plus rapidement que lors des processus de fission normaux, ce qui augmente l'efficacité des bombes (les armes à fission traditionnelles explosent avant que tout leur carburant ne soit utilisé, alors que les armes à fusion/fission gaspillent moins de carburant).

### Stellarator
En 1949, l'expatrié allemand Ronald Richter proposait le projet Huemul en Argentine, et annonçait ses résultats dès 1951. Ceux-ci se sont avérés être faux, mais ils ont suscité l'intérêt d'autres scientifiques. Lyman Spitzer commença alors à envisager des moyens pour résoudre les problèmes liés au confinement d'un plasma chaud. Ignorant les efforts concernant le pincement axial, il créait le stellarator. Spitzer demanda ensuite à la Commission de l'énergie atomique des États-Unis (en anglais, United States Atomic Energy Commission, ou AEC) de financer la construction d'un appareil de test.
Pendant cette période, James L. Tuck, qui avait travaillé avec les équipes britanniques sur le pincement axial, présentait le concept de stellarator à ses collègues du Laboratoire national de Los Alamos (en anglais : Los Alamos National Laboratory, ou LANL). Lorsqu'il entendit parler du travail de Spitzer, il demanda à construire sa propre machine à pincement, le Perhapsatron,.
L'idée de Spitzer avait permis d'obtenir des financements et il put commencer à travailler dans le cadre du projet Matterhorn. Ses travaux ont finalement conduit à la création du laboratoire de physique des plasmas de Princeton (en anglais : Princeton Plasma Physics Laboratory, ou PPPL). Tuck est retourné au LANL et a organisé un financement local pour construire sa machine. À ce stade, il était clair que les machines à pincement étaient affligées par de l'instabilité qui entravait tout nouveau progrès. En 1953, Tuck et d'autres avaient suggéré des solutions qui ont conduit à une deuxième série de machines à pincement, telles que les dispositifs ZETA et Sceptre.
La première machine de Spitzer, nommée « A », a fonctionné, mais la suivante, « B », souffrait d'instabilités et de fuites de plasma,.
En 1954, le président de l'AEC, Lewis Strauss, prévoyait que l'électricité serait « trop bon marché pour avoir besoin d'être mesurée ». Strauss faisait probablement référence à l'énergie de fusion, qui faisait alors partie du projet secret Sherwood, mais sa déclaration avait été interprétée comme faisant référence à la fission. Quelques mois auparavant, L'AEC avait publié des témoignages plus réalistes concernant la fission, prévoyant que « les coûts peuvent être réduits... [à]... à peu près le même que le coût de l'électricité provenant de sources conventionnelles... »

### Edouard Teller
En 1951, Edward Teller et Stanislaw Ulam du LANL développaient le concept Teller-Ulam pour une arme thermonucléaire, ce qui permettait la réalisation de bombes à fusion avec un rendement de plusieurs mégatonnes. Les travaux de fusion au Royaume-Uni étaient devenus confidentiels depuis l'affaire Klaus Fuchs.
Vers le milieu des années 1950, les outils théoriques utilisés pour calculer les performances des machines à fusion ne prédisaient pas leur comportement réel de façon correcte. Les machines laissaient invariablement échapper du plasma à des taux beaucoup plus élevés que prévu. En 1954, Edward Teller avait réuni les chercheurs intéressés par la fusion au Princeton Gun Club pour souligner les problèmes, et suggérer que tout système confinant un plasma avec des champs concaves était voué à l'échec en raison de ce qu'on a appelé plus tard l'instabilité d'échange. Les participants se souviennent de l'avoir entendu dire que les champs étaient comme des élastiques et qu'ils tenteraient de revenir à leur configuration droite chaque fois que la puissance serait augmentée, éjectant ainsi le plasma. Selon lui, la seule façon de confiner le plasma de manière prévisible était d'utiliser des champs convexes : une configuration produisant une « cuspide » magnétique:118.
À la suite de la réunion, la plupart des chercheurs ont publié des articles expliquant pourquoi les préoccupations de Teller ne s'appliquaient pas à leurs dispositifs. Les machines à pincement n'utilisaient pas les champs magnétiques de cette manière, tandis que les défenseurs des dispositifs à miroir et à stellarator proposaient diverses solutions. Ceci fut bientôt suivi par un article de Martin David Kruskal et Martin Schwarzschild sur les machines à pincement, qui démontrait que les instabilités de ces appareils étaient inhérentes:118.

### ZETA
Le plus grand dispositif à pincement « classique » était le ZETA (de l'anglais : Zero Energy Thermonuclear Assembly), qui a commencé à fonctionner au Royaume-Uni en 1957. Son nom est une allusion au petits réacteurs à fission expérimentaux qui avaient souvent « zéro énergie » dans leur nom, comme par exemple le ZEEP (de l'anglais : Zero Energy Experimental Pile) au Canada.
Au début de 1958, John Cockcroft avait annoncé que de la fusion s'était produite dans le ZETA, ce qui fit les gros titres dans le monde entier. De plus, il avait rejeté les préoccupations que soulevaient les physiciens américains. Les expériences américaines avaient rapidement produit des neutrons similaires à ceux du ZETA, bien que les mesures de température suggéraient que ces derniers ne pouvaient pas provenir de la fusion. Il fut démontré plus tard que les neutrons du ZETA étaient produits par différentes versions des processus d'instabilité qui avaient tant tourmenté les machines précédentes. Cockcroft a été contraint de revenir sur ses revendications de fusion, ce qui a entaché l'ensemble du domaine de la fusion pendant des années. Le projet ZETA fut arrêté en 1968.

### Scylla
La première expérience à parvenir à une fusion thermonucléaire contrôlée a été réalisée en utilisant Scylla I au LANL en 1958,,. Scylla I était une machine à pincement thêta, avec un cylindre rempli de deutérium. Un courant électrique descendait le long des parois du cylindre et produisait des champs magnétiques qui pinçaient le plasma, élevant les températures à 15 millions de °C, suffisamment longtemps pour que les atomes puissent fusionner et produire des neutrons,. Le programme Sherwood avait parrainé une série de machines Scylla à Los Alamos. Le programme avait commencé avec 5 chercheurs et 100 000 dollars de financement américain en janvier 1952. En 1965, un total de 21 millions de dollars avaient été dépensés. L'approche par pincement thêta a finalement été abandonnée après que les calculs ont montré qu'elle ne pouvait pas produire des quantités d'énergie suffisantes pour obtenir un réacteur.

### Tokamak
Au début des années 1950, en Union soviétique, Igor Tamm et Andrei Sakharov avaient examiné pour la première fois une approche de type tokamak. La recherche expérimentale sur ce concept a commencé en 1956 à l'Institut Kourtchatov de Moscou par un groupe de scientifiques soviétiques dirigé par Lev Artsimovich. Dans son principe, le tokamak combinait un dispositif à pincement de faible puissance avec un stellarator, lui aussi de faible puissance. L'idée était de combiner les champs de manière que les particules orbitent dans le réacteur un certain nombre de fois, ce qu'on appelle aujourd'hui le « facteur de sécurité ». La combinaison de ces champs permettait d'améliorer considérablement la durée et la densité de confinement, ce qui a entraîné d'énormes améliorations par rapport aux dispositifs précédents.

### Autres

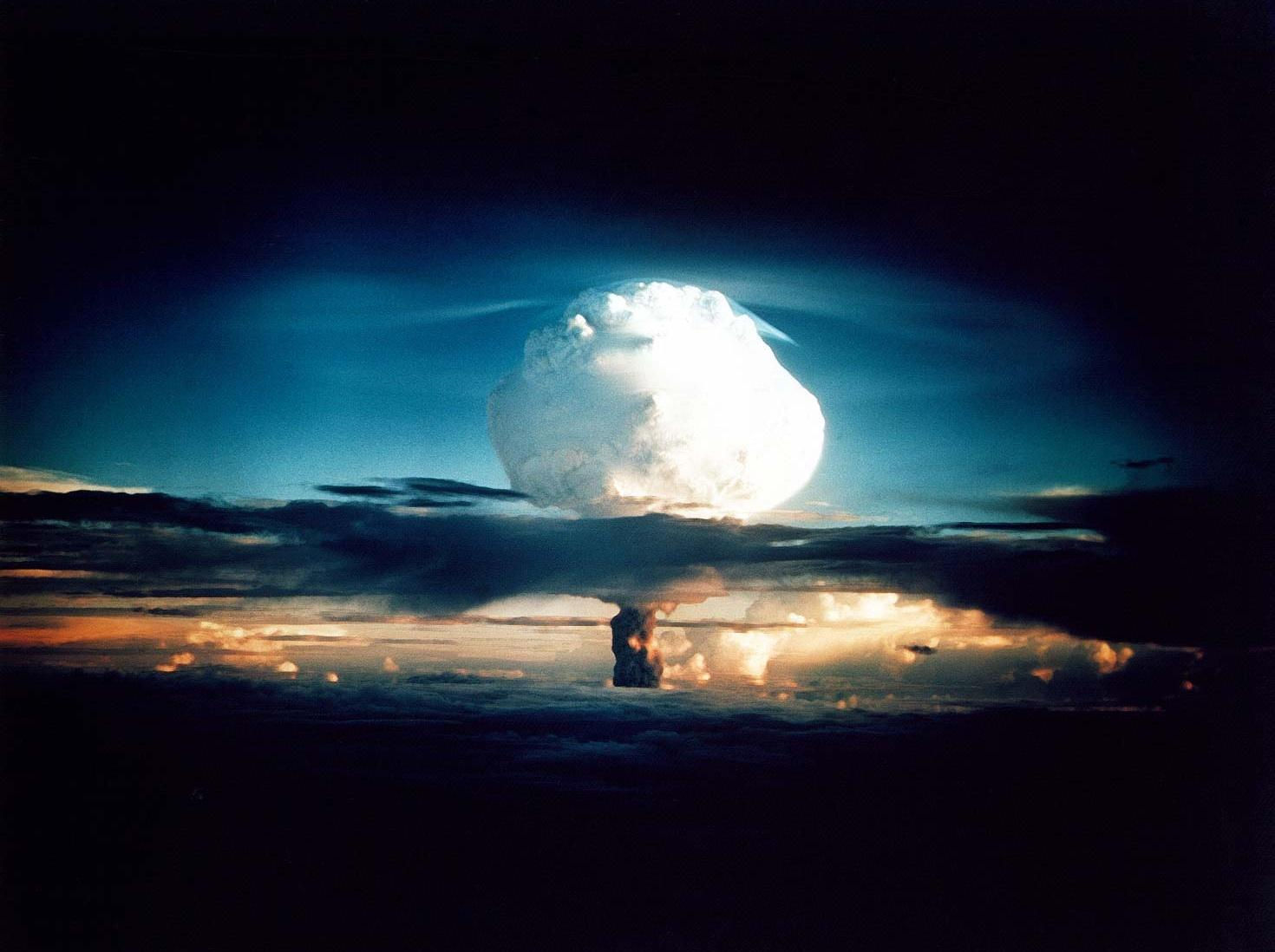
Ivy Mike, la première arme thermonucléaire est testée en 1952.

En 1952, Ivy Mike, qui faisait partie de l'opération Ivy, est devenue la première détonation d'une arme thermonucléaire, produisant 10,4 mégatonnes de TNT en utilisant du deutérium liquide. Cousins et Ware ont construit un dispositif à pincement toroïdal en Angleterre et démontraient que le plasma dans les dispositifs à pincement était intrinsèquement instable. En 1953, l'Union soviétique testait son système RDS-6s (nom de code « Joe 4 » aux États-Unis) utilisant une fission dopée de type fission/fusion/fission (appelée « Layercake ») qui a produit 600 kilotonnes. Igor Kurchatov avait parlé à Harwell des dispositifs de pincement, révélant que l'URSS travaillait sur la fusion.
Cherchant à produire de l'électricité, le Japon, la France et la Suède se sont également lancé dans des programmes de recherche sur la fusion.
En 1956, l'Union soviétique commençait à publier des articles sur la physique des plasmas. Les États-Unis et le Royaume-Uni l'ont imité au cours des années suivantes.
La colonne de plasma du dispositif à pincement axial Sceptre III, au Royaume-Uni, est restée stable pendant plus de 300 microsecondes, une amélioration spectaculaire par rapport aux machines précédentes. L'équipe du projet avait calculé que le plasma avait une résistivité électrique environ 100 fois supérieure à celle du cuivre et qu'il était capable de transporter 200 000 A de courant pendant 500 microsecondes.

## Années 1960
En 1960, John Nuckolls publiait le concept de la fusion par confinement inertiel (en anglais : Inertial Confinement Fusion, ou ICF). Le laser, introduit la même année, s'avérera être un « pilote »adapté.
En 1961, l'Union soviétique testait Tsar Bomba, sa bombe de 50 mégatonne, l'arme thermonucléaire la plus puissante de tous les temps.
En 1963, Spitzer publiait un document clef sur la physique des plasmas alors qu'il était à Princeton. Il avait pris la loi des gaz parfaits et l'avait adaptées à un plasma ionisé, développant un grand nombre des équations fondamentales qui sont utilisées pour modéliser les plasmas.
L'utilisation du laser a été suggérée en 1962 par des scientifiques du Laboratoire national Lawrence Livermore (en anglais : Lawrence Livermore National Laboratory, ou LLNL). Au départ, les lasers avaient peu de puissance. Les recherches sur la fusion par confinement inertiel par laser ont commencé dès 1965.
Lors de l'Exposition universelle de 1964, le public pouvait assister à la première démonstration de fusion nucléaire. L'appareil était à pincement thêta, produit par General Electric. Il était similaire à la machine Scylla développée plus tôt à Los Alamos.
Au milieu des années 1960, les progrès étaient au point mort dans le monde entier. Tous les concepts majeurs perdaient du plasma à des taux inacceptables. La tentative de fusion par confinement inertiel que développait le LLNL (elle comportait 12 faisceaux laser répartis sur les 4π de l'espace), avait pour cible une chambre remplie de gaz d'environ 20 centimètres de diamètre.
Le concept du miroir magnétique a été publié pour la première fois en 1967 par Richard F. Post et bien d'autres au LLNL. Le miroir se composait de deux gros aimants disposés de manière à avoir des champs puissants au niveau des aimants et un champ plus faible, mais connecté, au centre. Le plasma placé dans la zone centrale « rebondissait » sur les champs plus forts et était piégé au centre.
C'est le groupe d'AD Sakharov qui construisit les premiers tokamaks. Les plus réussis étaient le T-3 et sa version plus grande, le T-4. Le T-4 avait été testé en 1968 à Novossibirsk, produisant la première réaction de fusion quasi-stationnaire:90. Lorsque ceci a été annoncé, la communauté internationale est resté sceptique. Une équipe britannique a alors été invitée à voir le T-3 et a confirmé les affirmations des soviétiques. Un regain d'activité s'est ensuivi, et de nombreux appareils en cours de projets ont été abandonnés pour être remplacés par des tokamaks. Le stellarator modèle C, toujours en cours de construction après de nombreuses refontes, a été rapidement converti en tokamak symétrique.
Au cours de son travail sur les tubes à vide, Philo Farnsworth avait observé qu'une charge électrique s'accumulait dans le tube. En 1962, Farnsworth brevetait un concept utilisant une cage intérieure positive pour concentrer le plasma et fusionner les protons. Pendant ce temps, Robert L. Hirsch rejoignait les laboratoires Farnsworth Television et commençait à travailler sur ce qui deviendra le Farnsworth-Hirsch Fusor. Cette technique est devenu connu sous le nom d'effet multipactor. Hirsch a breveté le concept en 1966 et l'a publié en 1967.
Des températures de plasma d'environ 40 millions de °C et 109 réactions de fusion deutéron-deutéron par décharge ont été obtenues au LANL en utilisant Scylla IV.
En 1968, les Soviétiques annonçaient les résultats du tokamak T-3, et revendiquaient des températures 10 fois supérieures à celles de n'importe quel autre appareil. Une équipe britannique, surnommée « The Culham Five », confirmait les résultats, inspirant de nombreuses autres équipes, dont le groupe de Princeton, qui avait converti son stellarator en tokamak.

## Années 1970
La conversion du stellarator modèle C de Princeton en tokamak avait produit des résultats confirmant ceux des Soviétiques. Avec une solution apparente au problème de la bouteille magnétique à portée de main, des projets se sont mis en place pour une machine plus grande, permettant de tester une échelle plus pratique et des méthodes pour chauffer le plasma.
En 1972, John Nuckolls exposait l'idée d'un « allumage de fusion », selon le principe d'une réaction en chaîne : l'hélium chaud produit lors de la fusion réchauffe le combustible et déclenche d'autres réactions. À la suite de l'article de Nuckolls, un effort de développement important s'est mis en place. Le LLNL se mit à construire des systèmes laser, parmi lesquels : Argus, Cyclops, Janus, Long Path (laser à verre dopé au néodyme), le laser Shiva et le laser Nova à 10 faisceaux en 1984. Nova produira finalement 120 kilojoules de lumière infrarouge au cours d'une impulsion de l'ordre de la nanoseconde.
En 1976, le Royaume-Uni construisait la Central Laser Facility.
Le concept de « tokamak avancé » a alors émergé. Il comprenait un plasma non circulaire, des déviateurs et des limiteurs internes, des aimants supraconducteurs et un fonctionnement dans l'îlot de stabilité accrue, dit « mode H » (de l'anglais high-confinement mode). Deux autres modèles sont devenus importants : le tokamak compact qui positionnait les aimants à l'intérieur de la chambre à vide, et le tokamak sphérique qui avait une section transversale aussi petite que possible,.
En 1974, JB Taylor revisitait ZETA et remarquait qu'après la fin d'un essai expérimental, le plasma était entré dans une courte période de stabilité. Ceci conduisit au concept de pincement par champs inversés. Le 1er mai 1974, la société KMS fusion (fondée par Kip Siegel) réalisait la première fusion induite par laser au monde, dans une capsule de deutérium-tritium. Des détecteurs d'émulsions nucléaires sensibles aux neutrons, développés par Robert Hofstadter, lauréat du prix Nobel de 1961, ont été utilisés pour apporter la preuve de cette découverte.

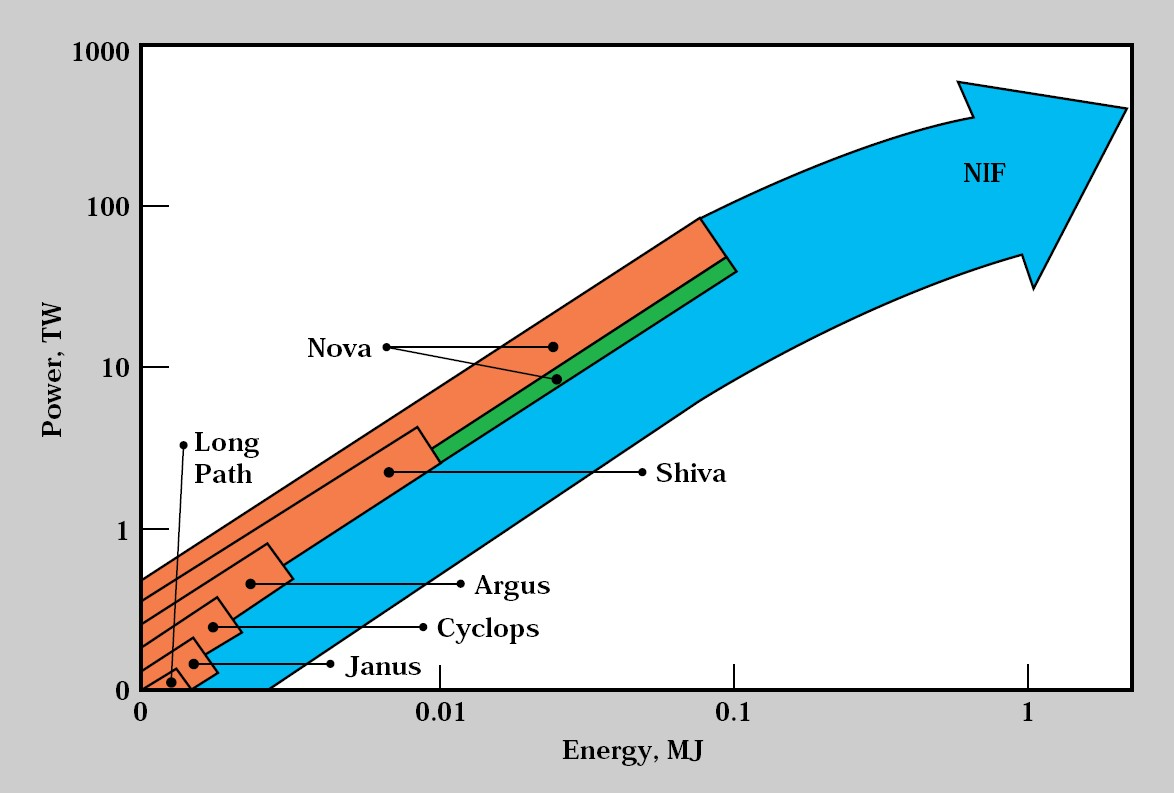
Les progrès dans les niveaux de puissance et d'énergie atteints par les lasers à confinement inertiel ont considérablement augmenté depuis le début des années 1970.

Le Grand Tore de Princeton (en anglais : Princeton Large Torus, ou PLT), le successeur du tokamak symétrique, surpassait les meilleures machines soviétiques et établissait des records de température supérieurs à ce qui était nécessaire pour un réacteur commercial. Peu de temps après, il reçut un financement dont l'objectif était la rentabilité.
Au milieu des années 1970, le projet PACER, mené au LANL, explorait la possibilité de faire exploser de petites bombes à hydrogène (bombes à fusion) à l'intérieur d'une cavité souterraine:25. En tant que source d'énergie, le système était le seul à pouvoir fonctionner en utilisant la technologie de l'époque, mais il nécessitait un approvisionnement important et continu de bombes nucléaires, et sa rentabilité économique était discutable.
En 1976, les deux faisceaux du laser Argus sont devenus opérationnels au LLNL. En 1977, le laser Shiva à 20 faisceaux a été achevé, capable de fournir 10,2 kilojoules d'énergie infrarouge sur la cible. Avec un coût de 25 millions de dollars et une taille approchant celle d'un terrain de football, Shiva était le premier Méga Laser.
Lors d'un séminaire en 1977 à l'hôtel Claremont à Berkeley, le C. Martin Stickley, alors directeur du bureau de la fusion inertielle de l'Agence de recherche et de développement énergétiques, affirmait qu'il n'y avait « aucun obstacle » sur la voie conduisant à l'énergie de fusion.
Le département de l'Énergie des États-Unis (en anglais : United States Department of Energy, ou DoE) sélectionnait alors un réacteur d'essai de fusion de type tokamak (en anglais : Tokamak Fusion Test Reactor, ou TFTR) conçu à Princeton, avec pour défi de pouvoir fonctionner avec du combustible deutérium-tritium.

## Années 1980

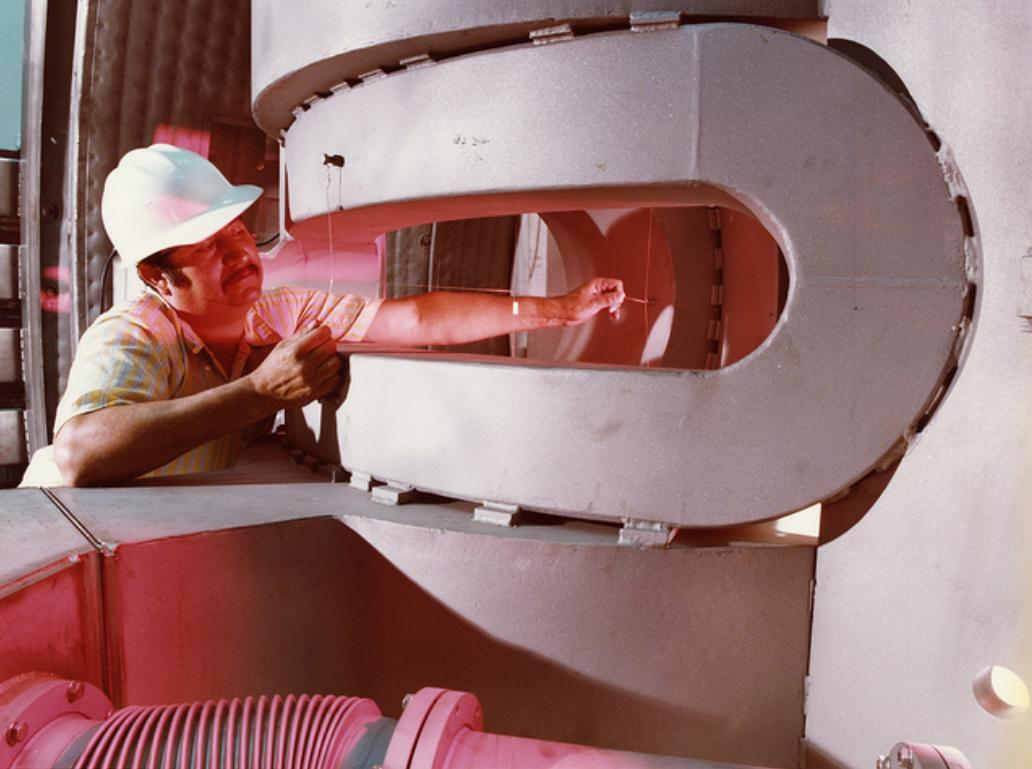
Les miroirs magnétiques souffraient de pertes à leurs extrémités, nécessitant des technologies magnétiques complexes et de grande intensité, telles que la bobine ressemblant à une balle de baseball illustrée ici.

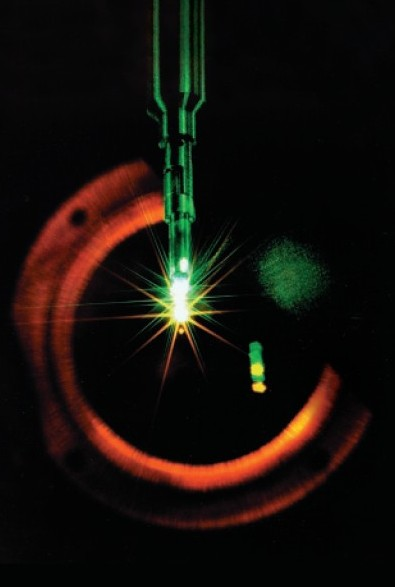
L'implosion d'une fusion par confinement inertiel à l'aide du laser Nova dans les années 1980 a été un moteur essentiel au développement de la fusion.

Au cours de l'étude germano-américaine HIBALL Garching utilisait le taux de répétition élevé d'un pilote à radio-fréquence (RF) pour desservir quatre chambres de réacteur en utilisant du lithium liquide à l'intérieur de la cavité de la chambre. En 1982, le mode H a été découvert dans les tokamaks.

### Miroir magnétique
Vers la fin des années 1970 et le début des années 1980, les États-Unis avaient financé un programme pour utiliser des miroirs magnétiques. Ce programme aboutit à une série de dispositifs à miroir magnétique, dont notamment le 2X:273, Baseball I, Baseball II, l'expérience des miroirs tandems (en anglais : Tandem Mirror Experiment, ou TMX) et sa remise à niveau, le dispositif d'essai de fusion par miroirs (en anglais : Mirror Fusion Test Facility, ou MFTF) et son successeur MFTF-B. Ces machines ont été construites et testées au LLNL entre la fin des années 1960 et le milieu des années 1980,. La dernière machine, le MFTF, avait coûté 372 millions de dollars et était, à l'époque, le projet le plus cher de toute l'histoire du LLNL. Sa construction avait commencé en 1977 et s'est achevée en 1986, le jour même où le projet a été annulé, prétendument pour équilibrer le budget fédéral.

### Laser
La fusion laser faisait des progrès : en 1983, le laser NOVETTE était achevé ; en décembre suivant, le laser NOVA à dix faisceaux se terminait ; cinq ans plus tard, NOVA produisait 120 kilojoules de lumière infrarouge pendant une impulsion de l'ordre de la nanoseconde.
La recherche se concentrait soit sur la rapidité à pouvoir délivrer le faisceau, soit sur la régularité du faisceau. Ces deux aspects consistaient à augmenter l'uniformité énergétique. L'un des premiers problèmes était que la lumière dans la longueur d'onde infrarouge perdait de l'énergie avant d'atteindre le carburant. Des percées ont été faites au Laboratory for Laser Energetics (LLE) de l'Université de Rochester, lorsque les scientifiques ont utilisé des cristaux qui permettaient de tripler la fréquence, transformant les faisceaux laser infrarouges en faisceaux ultraviolets.

#### Chirping
En 1985, Donna Strickland et Gérard Mourou inventaient une méthode pour amplifier les impulsions laser par « chirping » (mot d'origine anglaise qui signifie « gazouillis » car le résultat donne une bonne modélisation du chant des oiseaux). Ceci permettait de transformer une seule longueur d'onde en un spectre complet. Le système amplifiait le faisceau pour chaque longueur d'onde, puis inversait à nouveau le spectre en une seule couleur. L'amplification pulsée chirp est devenue instrumentale pour le National Ignition Facility (ou NIF) et pour le système Omega EP (extended performance) du LLE.
Par la suite, le LANL se mit à construire une série d'installations laser, comprenant Gemini (un système à deux faisceaux), Helios (huit faisceaux), Antares (24 faisceaux) et Aurora (96 faisceaux),. Le programme s'est terminé au début des années 90 avec un coût de l'ordre d'un milliard de dollars.
En 1987, Akira Hasegawa remarquait que dans un champ magnétique dipolaire, les fluctuations avaient tendance à comprimer le plasma sans perte d'énergie. Cet effet avait été trouvé en analysant les données prises par la sonde Voyager 2, lorsqu'elle avait rencontré Uranus. Cette observation est devenue la base d'une approche de fusion connue sous le nom de « dipôle en lévitation ».
En ce qui concernait les tokamaks, le Tore Supra avait été en construction de 1983 à 1988 à Cadarache, en France. Ses aimants supraconducteurs lui permettaient de générer un champ magnétique toroïdal permanent de forte intensité. Le premier plasma était produit en 1988.
En 1983, le Joint European Torus (JET) produisait son premier plasma. En 1985, le tokamak japonais JT-60 produisait à son tour un plasma. En 1988, le T-15, un tokamak soviétique, était achevé. Il fut le premier à utiliser des aimants supraconducteurs (refroidis à l'hélium). Des améliorations y ont été apportées entre 1996 et 1998.

### Tokamak sphérique
En 1984, Martin Peng proposait une disposition alternative pour les bobines magnétiques, afin de réduire considérablement le rapport de forme tout en évitant les problèmes d'érosion d'un tokamak compact. Il arriva au concept du tokamak sphérique. Au lieu de câbler chaque bobine d'aimant séparément, il proposa d'utiliser un seul grand conducteur au centre et de câbler les aimants comme des demi-anneaux maintenus à distance de ce conducteur. Ce qui était autrefois une série d'anneaux individuels traversant le trou au centre du réacteur se réduisait à une seule colonne, permettant des rapports de forme aussi petits que 1,2:B247,:225. Le concept sphérique semblait représenter une énorme avancée dans la conception des tokamaks. La proposition était arrivée au cours d'une période où les budgets américains pour la recherche en fusion étaient considérablement plus faibles. Le laboratoire national d'Oak Ridge (en anglais : Oak Ridge National Laboratory, ou ORNL) reçut des fonds pour développer une colonne centrale appropriée, qui était fabriquée à partir d'un alliage de cuivre très résistant appelé « Glidcop ». Cependant, ils n'ont pas réussi à obtenir de financement pour construire une machine de démonstration.
Ayant échoué à l'ORNL, Peng se lança dans un effort international pour tenter d'intéresser d'autres équipes au concept et faire construire une machine de test. Une des approches serait de convertir un sphéromak:225. Le plaidoyer de Peng avait suscité l'intérêt de Derek Robinson, de l'Autorité de l'énergie atomique du Royaume-Uni. Robinson réunit une équipe et obtint environ 100 000 livres sterling pour construire une machine expérimentale : le Small Tight Aspect Ratio Tokamak (START). Certaines composantes de la machine étaient des recyclages des projets antérieurs, alors que d'autres étaient prêtées par d'autres laboratoires, notamment un injecteur de faisceau neutre de 40 keV de l'ORNL. La construction commença en 1990 et l'exploitation débuta en janvier 1991:11. Il a atteint une valeur record de son paramètre bêta (pression du plasma par rapport à la pression du champ magnétique) de 40 %.

### ITER
Le projet international de réacteur thermonucléaire expérimental international (en anglais : International thermonuclear experimental reactor, ou ITER) se met en place en 1986, impliquant EURATOM, le Japon, l'Union soviétique et les États-Unis. La phase de conception se déroule entre 1988 et 1990.

## Années 1990

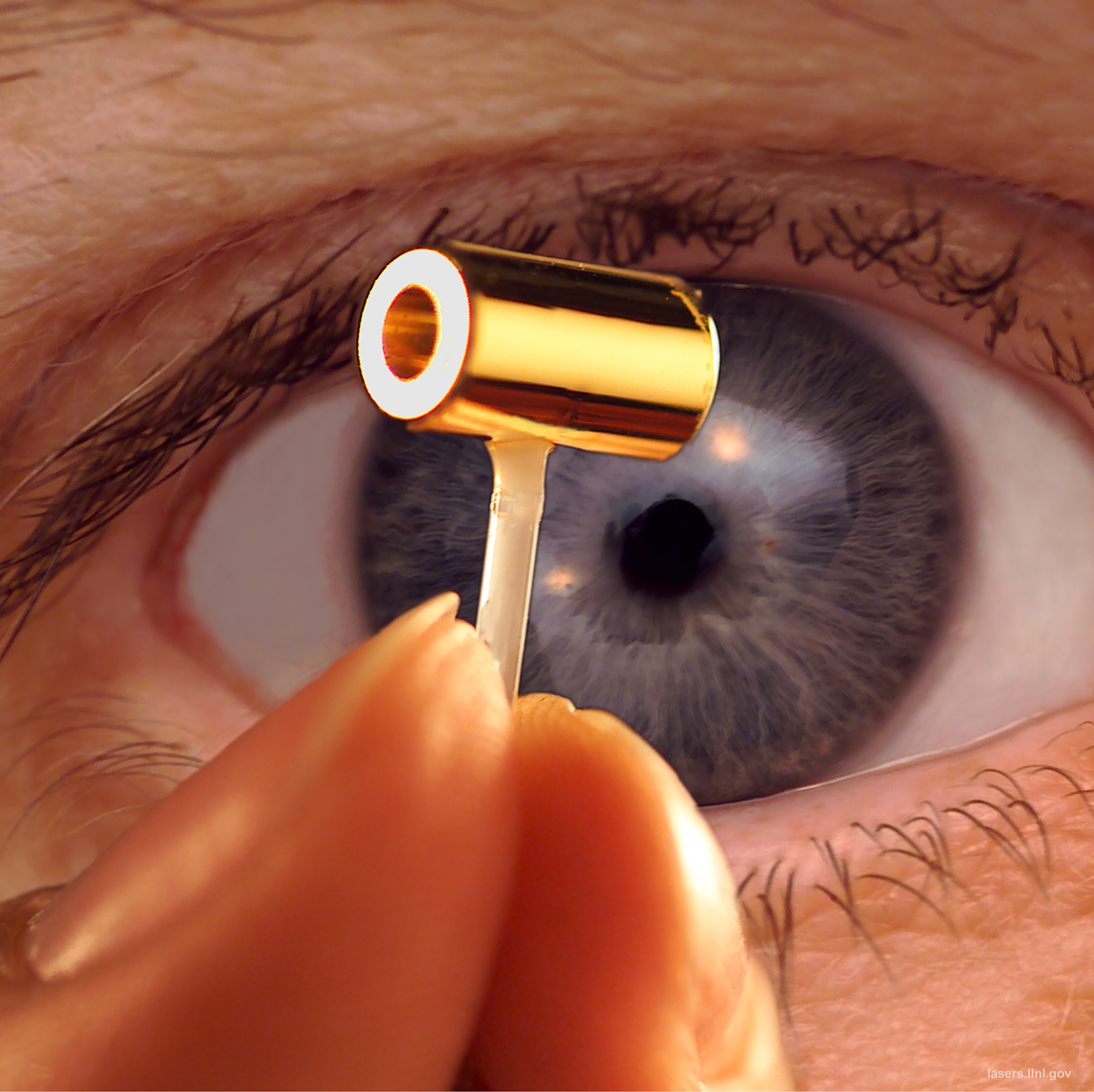
Maquette d'un hohlraum plaqué or, conçu pour être utilisé dans le National Ignition Facility (NIF).

En 1991, l'expérience préliminaire sur le tritium du JET réalisait la première production contrôlée d'énergie de fusion au monde.
En 1992, la revue Physics Today publiait un aperçu de Robert McCory sur l'état actuel de l'ICF, plaidant pour une installation nationale. Cette publication avait été suivi par un autre article de synthèse, par John Lindl en 1995, qui faisait la même remarque. Au cours de cette période, divers sous-systèmes relatifs à l'ICF avaient été développés, avec notamment : la fabrication des cibles, des systèmes de manipulation cryogénique, de nouvelles conceptions de laser (en particulier le laser NIKE du laboratoire de recherche naval des États-Unis (en anglais : Naval Research Laboratory, ou NRL) et des diagnostics améliorés, notamment des analyseurs de temps de vol et la diffusion Thomson. Ces développements étaient produits par le laser NOVA, General Atomics, le projet Laser Mégajoule et le laser GEKKO XII au Japon. Grâce à ce travail et au lobbying de groupes comme les Fusion Power Associates et John Sethian du NRL, le Congrès autorisa le financement du projet NIF à la fin des années 1990.
En 1992, les États-Unis et les anciennes républiques de l'Union soviétique se mirent d'accord pour cesser de tester des armes nucléaires.
En 1993, le TFTR à PPPL expérimentait un combustible comportant 50 % de deutérium et 50 % de tritium, atteignant finalement une puissance de 10 mégawatts.
Au début des années 1990, des travaux théoriques et expérimentaux concernant les fusors et les polywells étaient publiés,. En réponse, Todd Rider de l'Institut de technologie du Massachusetts (en anglais : Massachusetts Institute of Technology, ou MIT) développait des modèles généraux pour ces dispositifs, arguant que tous les systèmes plasma à l'équilibre thermodynamique étaient fondamentalement limités. En 1995, William Nevins publiait une critique, arguant que les particules à l'intérieur des fusors et des polywells acquerraient un moment cinétique qui provoquait une dégradation du cœur dense.
En 1995, l'Université du Wisconsin-Madison construisait un grand fusor, connu sous le nom de HOMER. La même année, George H. Miley de l'université de l’Illinois fabriquait un petit fusor produisant des neutrons à l'aide de deutérium,, et il découvrait le « mode étoile » du fonctionnement du fusor. À cette époque, en Europe, un appareil à confinement inertiel électrostatique (en anglais : Inertial Electrostatic Confinement, ou IEC) était développé en tant que source de neutrons commerciale par Daimler-Chrysler et NSD Fusion,.
L'année suivante, Tore Supra atteignait une durée de plasma record de deux minutes avec un courant de près de 1 million d'ampères produit de manière non inductive par 2,3 MW d'ondes de fréquence hybride basse (c'est-à-dire 280 MJ d'énergie injectée et extraite), activées par des composants refroidis et faisant face au plasma,.
La Z machine améliorée ouvrait au public en août 1998. Les principaux attributs étaient son courant de 18 millions d'ampères et un temps de décharge inférieur à 100 nanosecondes. Ceci permettait de générer une impulsion magnétique à l'intérieur d'un grand réservoir d'huile, qui frappait un revêtement (un réseau de fils de tungstène). La mise en marche de la Z machine est devenue un moyen de tester les conditions de hautes énergies et de hautes températures (2 milliards de °C).
En 1997, le JET atteignait 16,1 MW (dont 65 % de la chaleur au plasma), ce qui permettait de maintenir plus de 10 MW, pendant plus de 0,5 seconde. En 2020, ce niveau restait toujours le record de production d'énergie. Quatre mégawatts d'auto-échauffement des particules alpha avaient été obtenus.
Vers la fin des années 1990, ITER était officiellement annoncé comme faisant partie d'un consortium de sept membres (six pays et l'UE). Il sera conçu pour produire dix fois plus de puissance de fusion que la puissance d'entrée. Il a été décidé qu'il serait implanté à Cadarache, en France. Les États-Unis se sont retirés du projet en 1999.
En 1998, le tokamak japonais JT-60 produisait un plasma à cisaillement inversé avec un facteur de gain d'énergie Q (le rapport entre l'énergie de fusion et l'énergie d'entrée) de 1,25. En 2021, il s'agit toujours du record mondial.
À la fin de la décennie, une équipe de l'Université Columbia et du MIT développait le dipôle en lévitation, un dispositif de fusion constitué d'un électroaimant supraconducteur, flottant dans une chambre à vide en forme de soucoupe. Le plasma tourbillonne autour du dispositif en forme de tore et fusionne le long de l'axe central.
En 1999, au Royaume-Uni, le MAST (de l'anglais : Mega Ampere Spherical Tokamak) remplaçait le START.

## Années 2000

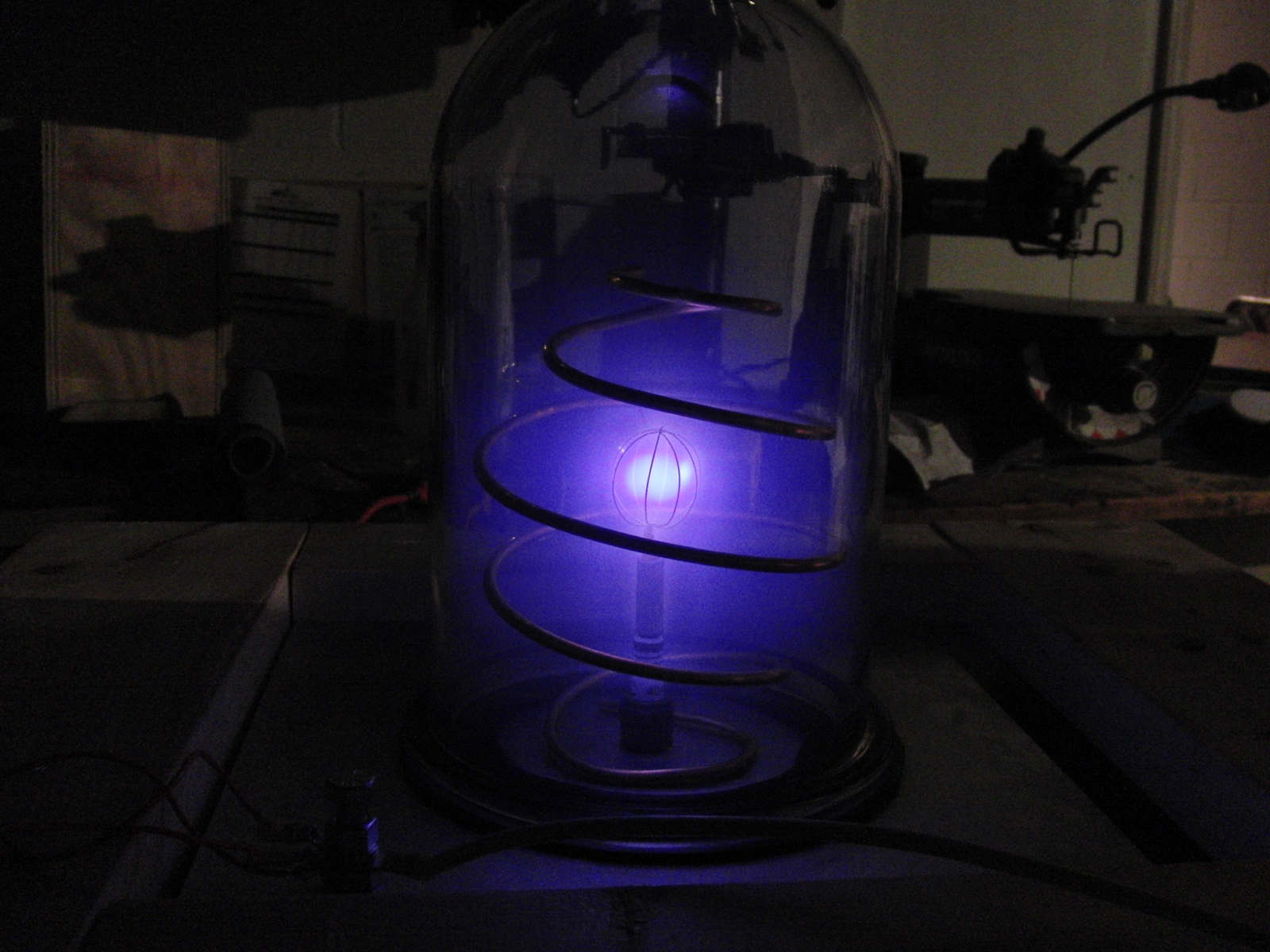
À partir de 1999, un nombre croissant d'amateurs ont pu fusionner des atomes à l'aide de fusors artisanaux, tel que celui illustré ici,,,,.

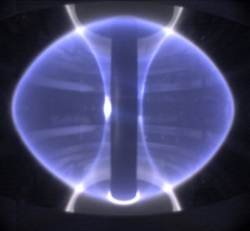
Le Mega Ampere Spherical Tokamak (MAST) est devenu opérationnel au Royaume-Uni en 1999.

L'« allumage rapide », est apparu à la fin des années 1990, dans le cadre d'une initiative du LLE visant à construire le système Omega EP, qui s'est achevé en 2008. L'allumage rapide a permis de réaliser des économies d'énergie considérables et a propulsé l'ICF dans la course à la production d'énergie. L'installation expérimentale du Projet Laser haute puissance (en anglais : High Power Laser Energy Research, ou HiPER) a été dédié à l'allumage rapide.
En 2001, les États-Unis, la Chine et la Corée du Sud rejoignaient le projet ITER tandis que le Canada s'en retirait.
En avril 2005, une équipe de l'université de Californie à Los Angeles (en anglais : University of California, Los Angeles, ou UCLA) annonçait un moyen pour produire la fusion à l'aide d'une machine qui « [tenait] sur une paillasse de laboratoire". Ils utilisait du tantalate de lithium pour générer une tension électrique suffisante pour faire fondre le deutérium, mais le processus ne générait pas de puissance nette.
L'année suivante, le réacteur d'essai chinois EAST était achevé. Il était le premier tokamak à utiliser des aimants supraconducteurs pour générer à la fois des champs toroïdaux et poloïdaux.
Au début des années 2000, des chercheurs du LANL affirmaient qu'un plasma oscillant pouvait atteindre un équilibre thermodynamique local, ce qui incita le concept des pièges à ions de Paul et de Penning,.
En 2005, le NIF faisait fonctionner son premier ensemble de huit faisceaux, réalisant l'impulsion laser la plus puissante à ce jour (152,8 kJ dans l'infrarouge).
Les chercheurs du MIT se sont intéressés aux fusors dans le cadre de la propulsion spatiale, en utilisant des fusors comportant plusieurs cages intérieures. En 2005, Greg Piefer fondait le Phoenix Nuclear Labs et transformait le fusor en une source de neutrons pour la production d'isotopes médicaux. En 2006, Robert Bussard commençait à parler ouvertement du polywell,.
En mars 2009, le NIF devenait opérationnel.
Au début des années 2000, des sociétés de fusion soutenues par le secteur privé étaient lancées pour développer l'énergie de fusion commerciale. Tri Alpha Energy (TAE) Technology, fondée en 1998, a commencé par explorer une approche de champs inversés (en anglais : Field-Reversed Configuration, ou FRC),. En 2002, la société canadienne General Fusion commençait des expériences pour démontrer le concept basées sur une approche hybride magnéto-inertielle appelée Magnetized Target Fusion,. Les investisseurs incluaient Jeff Bezos (de General Fusion) et Paul Allen (de TAE). Vers la fin de la décennie, Tokamak Energy commençait à explorer des dispositifs de type tokamak sphériques utilisant la reconnexion magnétique.

## Années 2010

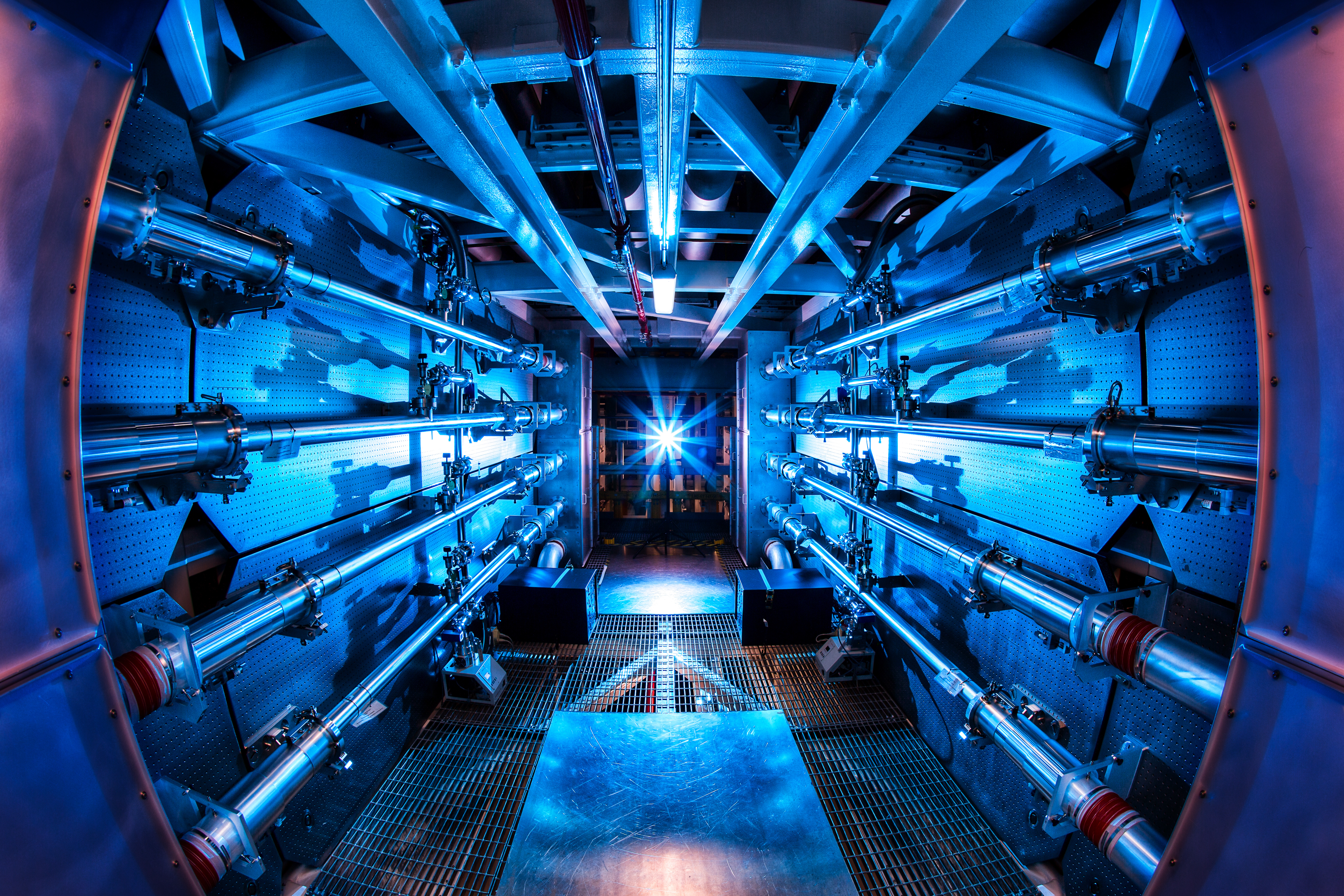
Les préamplificateurs du NIF. En 2012, le NIF a réalisé un essai de 500 térawatts.

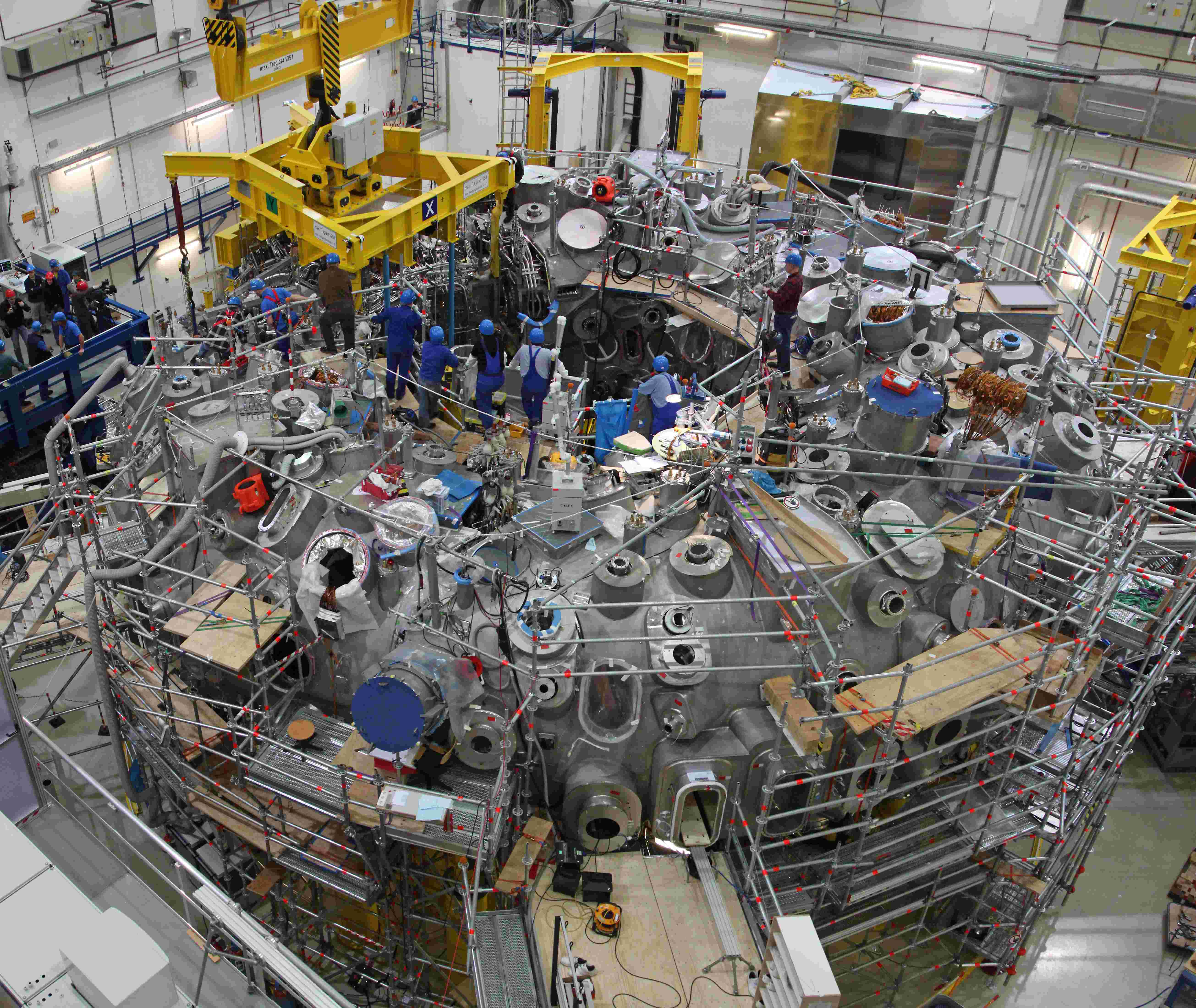
Le Wendelstein 7-X en cours de construction

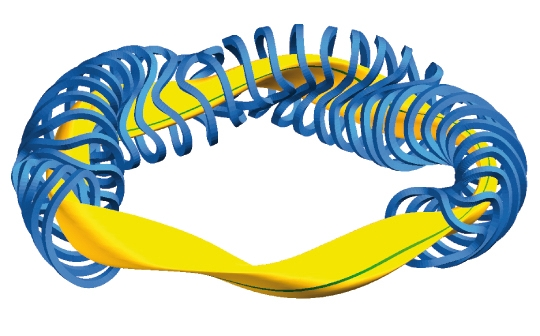
Exemple du concept de stellarator : un système de bobines (bleu) entoure le plasma (jaune). Une ligne de champ magnétique est montrée en vert sur la surface de plasma jaune.

Dans les années 2010, la recherche privée et publique s'est accélérée.

### Projets privés
General Fusion développait une technologie d'injecteur de plasma et TAE construisait et exploitait son appareil C-2U. En août 2014, Phoenix Nuclear Labs annonçait la vente d'un générateur de neutrons à haut rendement capable de produire 5×1011 réactions de fusion de deutérium par seconde sur une période de 24 heures.
En octobre 2014, la division Skunk Works de  Lockheed Martin annonçait le développement d'un réacteur de fusion avec un paramètre bêta élevé : le Compact Fusion Reactor,,. Bien que l'idée initiale ait été de construire une unité de la taille d'un conteneur de 20 tonnes, l'équipe a concédé en 2018 que l'échelle minimale serait de 2000 tonnes.
En janvier 2015, le polywell était présenté à Microsoft Research. TAE Technologies annonçait que son réacteur Norman avait produit un plasma.
En 2017, la machine à plasma de cinquième génération d'Helion Energy entrait en service, cherchant à atteindre une densité de plasma de 20 T et des températures de fusion. Le dispositif ST40 de Tokamak Energy générait son premier plasma.
En 2018, Eni  annonçait un investissement de 50 millions de dollars dans Commonwealth Fusion Systems (CFS), pour tenter de commercialiser la technologie ARC à l'aide d'un réacteur d'essai (SPARC) en collaboration avec le MIT,,,. Le réacteur prévoyait d'utiliser la technologie d'aimant supraconducteur à haute température à l'oxyde mixte de baryum, de cuivre et d'yttrium (en anglais : Yttrium Barium Coper Oxyde, ou YBCO). En 2021, CFS testait avec succès un aimant de 20 T, ce qui en faisait l'aimant supraconducteur à haute température le plus puissant au monde. À la suite de quoi, CFS recevait 1,8 milliard de dollars auprès d'investisseurs privés.
General Fusion commençait à développer un système de démonstration à une échelle de 70 %. Le réacteur de TAE Technologies atteignait près de 20 millions de °C.

### Projets gouvernementaux et académiques
En 2010, les chercheurs du NIF menaient une série de « réglages » pour déterminer la conception optimale de la cible et les paramètres du laser au cours des expériences d'allumage à haute énergie du combustible de fusion,. Un gain énergétique net a été obtenu en août 2013,.
En avril 2014, LLNL mettait fin à son programme de fusion par confinement inertiel (en anglais : Laser Inertial Fusion Energy, ou LIFE) et orientait ses efforts vers le NIF.
Un article de 2012 démontrait qu'une concentration dense de plasma pouvait atteindre des températures de 1,8 milliard de °C (suffisant pour la fusion du bore) et que les réactions de fusion se produisaient principalement dans le plasmoïde contenu, nécessaire à une puissance nette positive.
En août 2014, le MIT annonçait un tokamak qu'il avait nommé le réacteur à fusion ARC (pour « affordable, robust, compact » utilisant des bandes supraconductrices d'oxyde de baryum de cuivre et de terres rares (en anglais : Rare-Earth Barium Copper Oxyde, ou REBCO) pour construire des bobines de champ magnétique élevé qui, selon le MIT, produisaient une intensité de champ magnétique comparable aux autres conceptions, mais dans une configuration plus petite.
En octobre 2015, des chercheurs de l'Institut Max Planck de physique des plasmas achevaient la construction du plus grand stellarator à ce jour, le Wendelstein 7-X. En décembre, ils produisaient le premier plasma d'hélium et en février 2016, un plasma d'hydrogène. Avec des décharges de plasma pouvant durer jusqu'à 30 minutes, Wendelstein 7-X tentait de démontrer l'attribut essentiel du stellarator : le fonctionnement continu d'un plasma à haute température.
En 2019, le Royaume-Uni annonçait un investissement prévu de 200 millions de livres sterling pour concevoir et produire une installation de fusion appelée Spherical Tokamak for Energy Production (STEP), avec un objectif d'une mise en service au début des années 2040,.
En 2014, EAST atteignait un temps de confinement de 30 secondes pour un plasma en mode H, grâce à une meilleure dispersion de la chaleur. Il s'agissait d'un record et d'une amélioration d'un facteur 10 par rapport aux autres réacteurs. En 2017, le réacteur a maintenu un plasma stable pendant 101,2 secondes, établissant le nouveau record mondial de fonctionnement en mode H à impulsions longues.
En 2018, les scientifiques du MIT formulaient un moyen théorique d'éliminer l'excès de chaleur des réacteurs à fusion nucléaire compacts en utilisant des divertors plus grands et plus longs.

## Années 2020

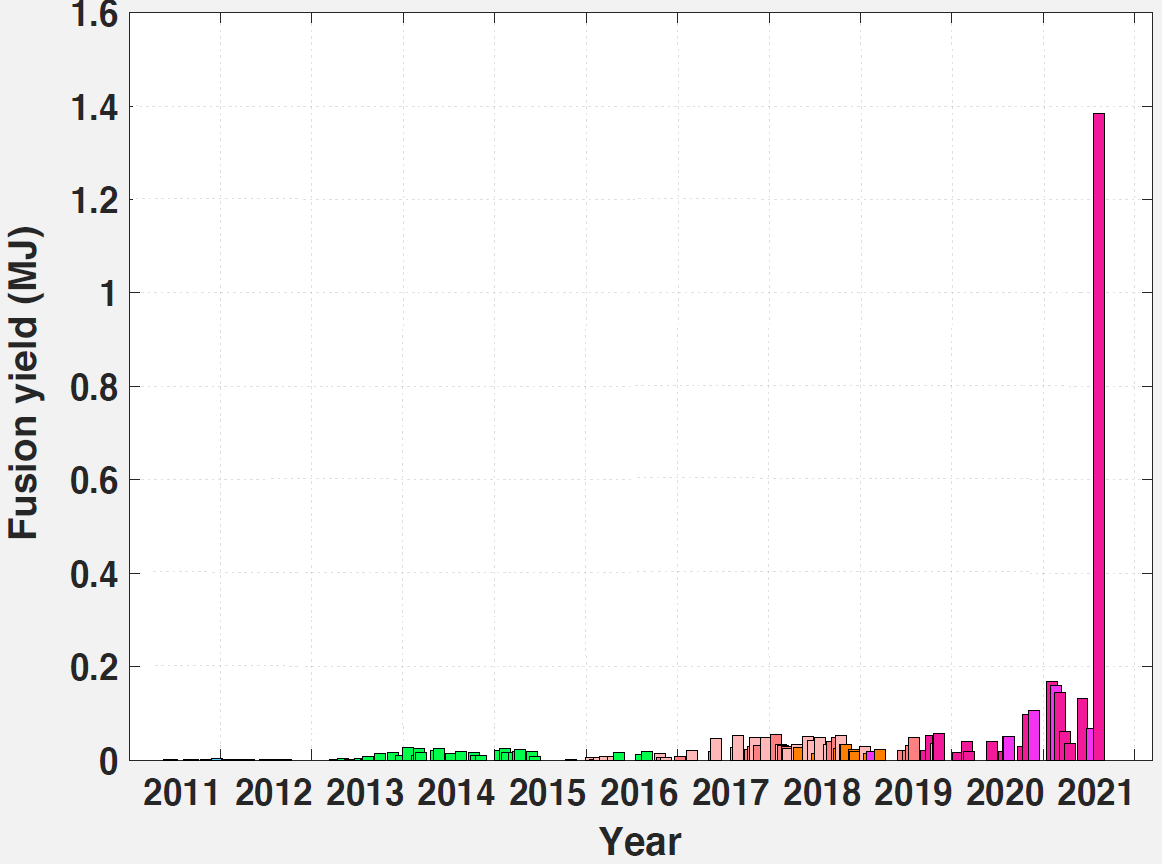
Le graphique des résultats du NIF de 2012 à 2021 montre une percée spectaculaire en août 2021 pour le rendement performance de l'ICF sur le site du NIF.

En 2020, Chevron Corporation annonçait un investissement dans la start-up Zap Energy, cofondée par l'entrepreneur et investisseur britannique Benj Conway, avec les physiciens Brian Nelson et Uri Shumlak de l'Université de Washington. En 2021, la société a obtenu 27,5 millions de dollars de financement de série B.
Le DoE américain a lancé son programme INFUSE, une initiative de partage des connaissances entre la recherche publique et privée impliquant un partenariat entre le PPPL, le Plasma Science and Fusion Center (PSFC) du MIT et le CFS, ainsi que des partenariats avec TAE Technologies, le Princeton Fusion Systems et Tokamak Energy. En 2021, le comité consultatif sur les sciences de l'énergie de fusion du DoE approuvait un plan stratégique pour guider la recherche sur l'énergie de fusion et la physique des plasmas,,, incluant la réalisation d'une centrale électrique en état de marche d'ici 2040, similaire aux efforts canadiens, chinois et britanniques,.
En janvier 2021, SuperOx annonçait la commercialisation d'un nouveau matériau supraconducteur, avec une capacité de courant de plus de 700 A/mm2,.
TAE Technologies a annoncé que son appareil Norman avait supporté une température d'environ 60 millions de °C pendant 30 millisecondes, respectivement 8 et 10 fois plus élevées que ses deux appareils précédents. La durée étant limitée, d'après TAE, par l'alimentation électrique plutôt que par l'appareil lui-même.
Le 6 août 2021, le NIF enregistrait un record de 1,3 mégajoules d'énergie créée à partir de la fusion. Au printemps 2022, ce résultat était certifié comme le premier exemple de plasma « brûlant », dans lequel des réactions de fusion sont utilisées pour créer des réactions de fusion secondaires.
Le réacteur de fusion nucléaire expérimental chinois HL-2M a réalisé sa première décharge de plasma. En 2021, EAST établissait un nouveau record mondial de plasma surchauffé, en maintenant une température de 120 millions de °C pendant 101 secondes avec un pic de 160 millions de °C pendant 20 secondes. En décembre, un nouveau record mondial de plasma à haute température de 70 millions de °C pendant 1056 secondes était obtenu par EAST,.
Début 2022, JET maintenait une puissance de 11 MW et un facteur de gain d'énergie Q de 0,33 pendant plus de 5 secondes, produisant 59,7 mégajoules, avec un mélange de deutérium et de tritium comme carburant. Peu de temps après, il a été annoncé que Tokamak Energy avait atteint une température de plasma record de 100 millions de °C, à l'intérieur d'un tokamak compact commercial.
En décembre 2022, le NIF réalisait la première expérience scientifique de fusion contrôlée avec un gain d'énergie de 1,5,.